# Juliette Dantin
Juliette Dantin, née le 18 mai 1873 à Charenton-le-Pont et morte le 1er novembre 1930 à Paris (10e arrondissement), est une violoniste,  chanteuse d'opéra, compositrice et professeure de musique française.

## Biographie
Juliette Marthe Dantin naît le 18 mai 1873 à Charenton-le-Pont,, dans une famille aisée de Bohain-en-Vermandois. 
« Juliette Dantin est une enfant précoce qui, dès l'âge de huit ans, est reconnue pour son talent. Le concert annuel de la Société philharmonique de Dieppe est fort brillant cette année, grâce au concours que lui prêtaient Mlle Simonnet (élève de M. Saint-Yves-Bax), M. Escalaïs (élève de M. Crosti) et Mlle Juliette Dantin, jeune violoniste, âgée de huit ans (élève de M. Ch. Dancla), qui font le plus grand honneur à notre école nationale de musique. Mlle J. Dantin, par sa gentillesse et la sûreté de son exécution, a de suite conquis les faveurs de l’auditoire. Elle est heureusement douée, et avec du travail elle ne manquera pas de devenir une artiste distinguée. ».
Son professeur est Charles Dancla. Elle entre au Conservatoire de musique de Paris (alors appelé Conservatoire de musique et de déclamation). Elle a 15 ans lorsqu'elle reçoit, seule et à l'unanimité, le premier prix, en 1888.
Elle se produit lors de nombreuses tournées tant en France qu'à l'étranger (Russie, Belgique, Angleterre...). Son talent est toujours souligné :
En France, à Chalon-sur-Saône : « Mlle Juliette Dantin a joué avec un très grand succès, et très légitime, le concerto de Max Bruch. Mlle Dantin est la jeune élève qui a remporté au Conservatoire, à l’unanimité, le seul premier prix décerné au concours. Elle est charmante, elle a du goût, du style, un rare sentiment musical, un mécanisme irréprochable et un phrasé d’une exquise élégance. Ce n’est pas un enfant prodige, c’est une véritable artiste, et des mieux douées, et qui fera parler d’elle, on peut en être assuré. Elle a été rappelée trois fois et le public, charmé, ne cessait de l’applaudir. ». 
À l'étranger :
« Mlle Juliette Dantin, qui est à la fois la virtuose-violoniste de grand talent que l'on sait et la chanteuse charmante non moins connue, revient de Londres, où elle a eu de grands succès avec les mélodies de Paladilhe, notamment le Capelan, Psyché, le Voyage, Lamento provençal, qui ont produit un effet considérable et ont eu les honneurs du bis. Elle a chanté aussi avec grand succès deux lieder de Rubinstein, l'Étoile filante et Viens enfant. Comme violoniste, elle a remarquablement exécuté le Concerto romantique de Benjamin Godard ».
Juliette Dantin, après le conservatoire a étudié le chant. 
La qualité de sa voix est remarquée dans la presse : 
« Mlle Dantin a étudié le chant et elle est arrivée à un résultat surprenant. Nous avons eu l'occasion de l'entendre dernièrement dans une soirée intime. Sa voix, très puissante, descend au contresol grave et monte au contrera diète, au dessus de la portée, ce que peu d'artistes arrivent à faire, et cela avec une facilité inouïe. Vocalises, trilles, notes piquées, tout est naturel et délicieux. Jeune, jolie, intelligente et excellente musicienne, son premier prix de violon en est une preuve, Mlle Dantin deviendra sûrement une de nos grandes cantatrices. ».
Elle chante le rôle de Micaëla dans Carmen à l'Opéra-Comique. « Dans Carmen, le rôle de Micaela a été tenu pour la première fois par Mlle Juliette Dantin. La débutante a été très bien accueillie par l'auditoire ; elle a chanté avec beaucoup de charme le duo du premier acte. La voix est d'un timbre fort agréable et la jeune cantatrice s'en sert avec beaucoup d'art. Au troisième acte, Mlle Juliette Dantin a dit de façon ample et vibrante l'air : « Je dis que rien ne m'épouvante », qui lui a valu de chaleureux applaudissements. ».
Elle chante Gounod, Massenet, Mendelssohn, Bizet...
Au violon elle interprète des œuvres de Max Bruch, Benjamin Godard, Henry Février, Beethoven, Francis Thomé...

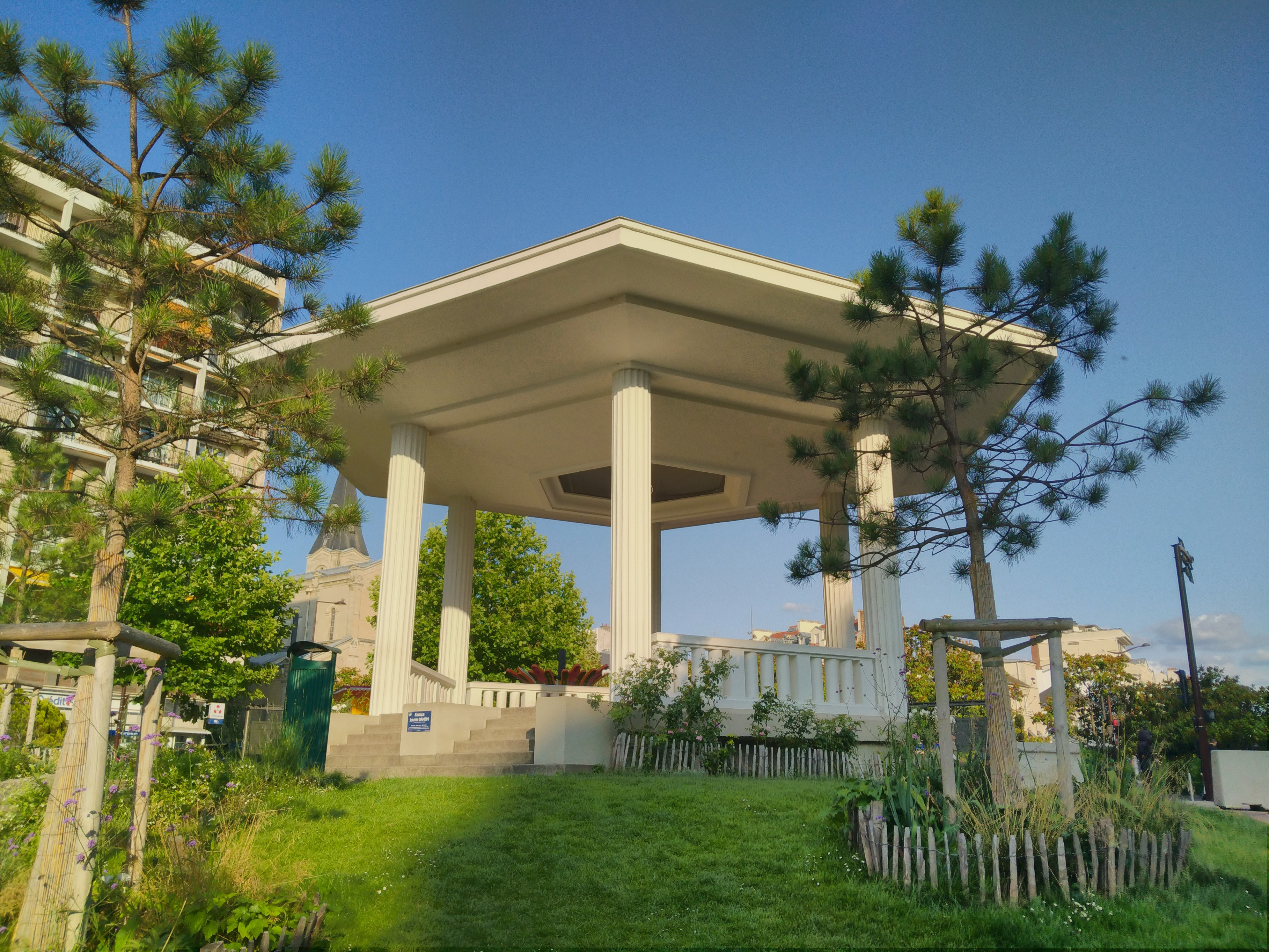
Kiosque à musique Juliette DANTIN depuis la place Aristide BRIAND. Charenton-le-Pont.

Elle compose elle-même quelques pièces et se consacre également à l'enseignement.
Le frère de Juliette Dantin, Paul, est peintre.
En 1895, Juliette Dantin est nommée officier d'académie, puis promue officier de l'Instruction publique en 1900,.
Domiciliée à Paris au 137, Boulevard de Magenta, elle y meurt brusquement d'une crise cardiaque,. Elle est enterrée au cimetière du Père-Lachaise. Le kiosque à musique de Charenton-le-Pont est réalisé en 1935 grâce au legs qu'elle a fait à la commune.

## Œuvres comme compositrice
- Berceuse pour violon ou violoncelle avec accompagnement de piano A. Quinzard, Paris, 1899 lire en ligne sur Gallica
- Un Rêve pour violon ou violoncelle avec accompagnement de piano A. Quinzard, Paris, 1894 lire en ligne sur Gallica